# Anthony Ervin
Anthony Ervin, född 26 maj 1981 i Valencia, Kalifornien, USA, är en amerikansk simmare. Vid de olympiska simtävlingarna i Rio de Janeiro 2016, 16 år efter sitt första OS-guld, vann han som 35-åring guld på 50 meter frisim. Därmed är han den äldste individuelle OS-guldmedaljören i simning någonsin. Ervin har också vunnit två olympiska medaljer i lagkapp, silver på 4x100 meter frisim i Sydney 2000 och guld på 4x100 meter frisim i Rio de Janeiro 2016.

### Fotnoter
1. ↑  ”Anthony Ervin”. swimswam.com. swimswam.com. https://swimswam.com/bio/anthony-ervin/. Läst 12 oktober 2019.
2. ↑  ”Ervin passes Phelps become oldest swimmer win solo gold”. swimswam.com. swimswam.com. https://swimswam.com/ervin-passes-phelps-become-oldest-swimmer-win-solo-gold/. Läst 12 oktober 2019.
3. ↑  Olympic.org - Anthony Ervin